# Tarphycerida
Tarphycerida Flower, 1950 è un ordine di molluschi cefalopodi estinti, appartenenti alla sottoclasse Nautiloida, conosciuti dall'Ordoviciano al Siluriano.

## Descrizione

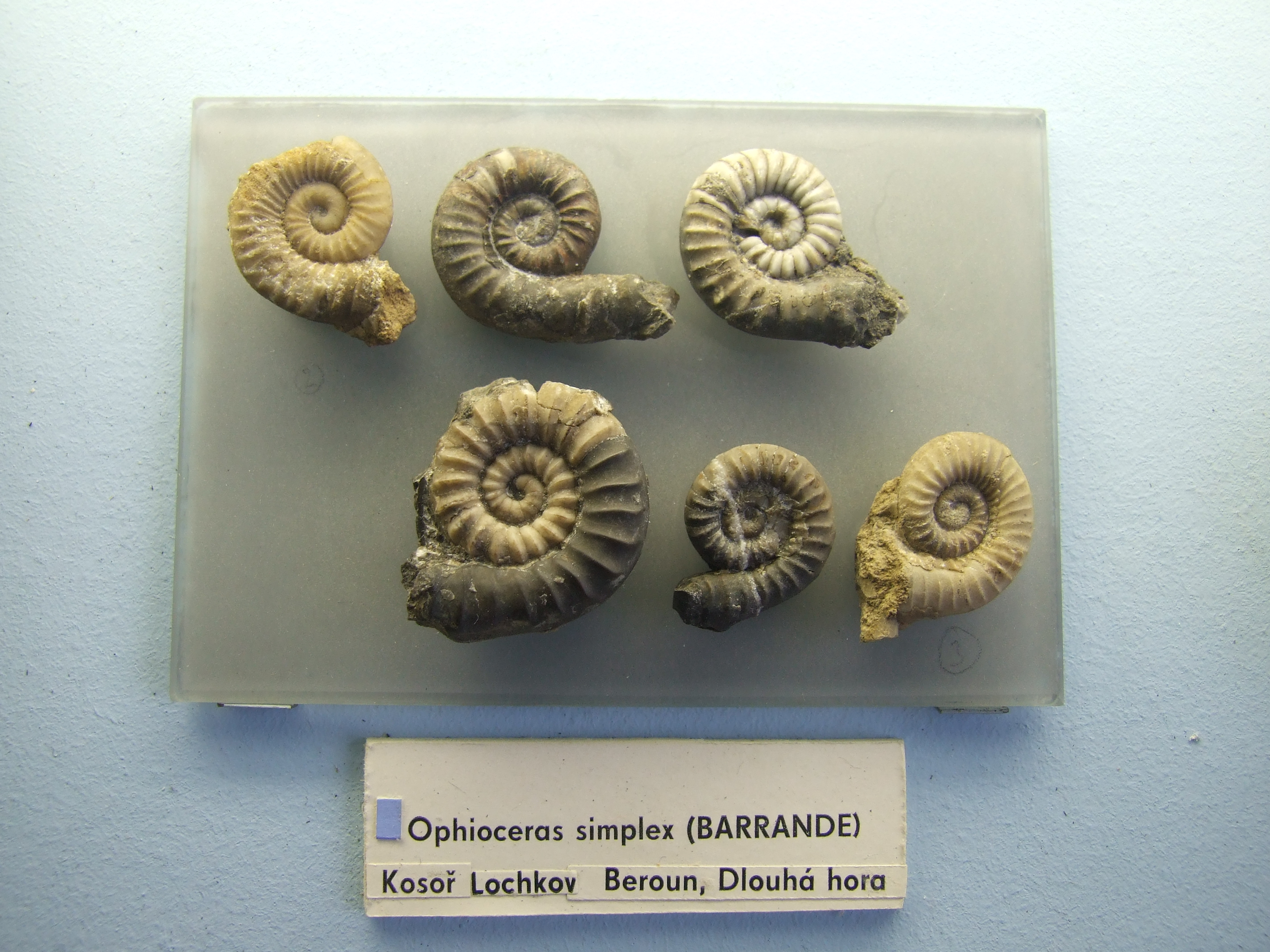
Esemplari di Ophioceras simplex (Barrande), una forma con ornamentazione a coste, dalla Repubblica Ceca.

Conchiglia generalmente planispirale esogastrica, evoluta (con scarso ricoprimento dei giri successivi), caratterizzata tipicamente da una divergenza adorale nello stadio adulto: l'avvolgimento passa cioè da planispirale ad ortocono con la maturità dell'individuo. Tale divergenza può essere più o meno marcata. Apertura con seno iponomico accentuato. Sifone da centrale a marginale. Colletti settali ortocanitici con anelli connettivi spessi. Il genere più caratteristico e citato di questo gruppo è Lituites Bertrand (Ordoviciano Medio).

## Distribuzione e habitat
La marcata differenziazione morfologica dallo stadio giovanile allo stadio adulto sembra indicare differenti stili di vita: da necto-bentonico per le forme giovanili a più francamente bentonico per le forme mature, con conchiglia meno manovrabile.